# Parintins
Parintins est une ville brésilienne du Nord-Ouest de l'État de l'Amazonas.

## Géographie
Parintins se situe sur une presqu'île bordée au sud par l'embouchure du Río Paraná do Ramós (bifurcation de l'Amazone et du río Madeira) et au nord par cours principal de l'Amazone. Sa population était de 102 044 habitants au recensement de 2007. La municipalité s'étend sur 5 952 km2.